# Bílý Štolpich
Der Bílý Štolpich, auch Malý Štolpich bzw. Malý Sloupský potok (deutsch Weißer Stolpich) ist der linke und kleinere Quellbach des Sloupský potok (Stolpichbach) in Tschechien.

## Verlauf
Der Bílý Štolpich entspringt auf dem Kamm des Isergebirges. Seine Quelle liegt am westlichen Fuße des Holubník (Taubenhaus, 1070 m) am Stern (Hvězda) auf dem Sattel Hřebínek (Kammel), wo auch der Blatný potok und die Schwarze Neiße (Černá Nisa) entspringen. Der Bach fließt anfänglich in nordwestliche Richtung. An der Weißen Küche (Bílé Kuchyně) ändert der Bílý Štolpich seinen Lauf nach Nordosten und bildet zwischen dem Svinské čelo (Saukuppen, 781 m) und der Skalní brána auf dreieinhalb Kilometer Länge eine tiefe Felsschlucht, in der der Bach 400 Höhenmeter überwindet. Im mittleren Teil der Schlucht bildet er den drei Meter hohen Kleinen Stolpichfall.
Danach erreicht der Bílý Štolpich das Isergebirgsvorland, wo er seine Richtung nach Nordwesten ändert und durch Ferdinandov fließt. Westlich des Hügels Na Chatkách (465 m) vereinigt sich der Bílý Štolpich mit dem Černý Štolpich zum Sloupský potok.
Durch das Tal des Bílý Štolpich führt der Neue Haindorfer Pilgerweg (Nová poutní cesta) von Liberec nach Hejnice.